# Karl Bader (Bibliothekar)
Karl August Bader (* 27. Juni 1868 in Darmstadt; † 19. Februar 1956) war ein deutscher Historiker und Bibliothekar.

## Leben
Baders Vater Karl war Großherzoglicher Rechnungsrat. Nach dem Besuch des Ludwig-Georgs-Gymnasiums in Darmstadt studierte Bader Geschichte und neuere Philologien in München, Straßburg und Gießen, wo er 1896 promoviert wurde. Von 1895 bis 1933 war er an der Landesbibliothek in Darmstadt tätig, ab 1925 als deren stellvertretender Direktor. Bader verfasste zahlreiche Schriften zur hessischen Geschichte. Überregional bekannt wurde er jedoch durch sein biographisches Nachschlagewerk „Lexikon deutscher Bibliothekare“, das 1925 erschien.

## Schriften
- Beiträge zur Geschichte des Kölner Verbundbriefes von 1396, Darmstadt: Bergstraesser 1896.
- Zur Geschichte des Großherzoglich Hessischen Freiwilligen Jägercorps 1813–1814. In: Archiv für hessische Geschichte und Altertumskunde, Jg. 2, 1899, S. 483–520.
- Darmstadt im Festgewand und Trauerkleid, Darmstadt: Waitz 1901.
- Von tödlichem Ableben und solenner Beerdigung Rectoris Magnifici. In: Archiv für hessische Geschichte und Altertumskunde, Jg. 5, 1907, S. 375–389.
- Geschichtliches Wanderbuch durch Hessen, Friedberg: Selbstverl. des Hrsg. 1919 (Hessische Volksbücher; 40/43).
- Geweihte Stätten in Hessen, Friedberg: Selbstverl. des Hrsg. 1923 (Hessische Volksbücher; 51).
- Lexikon deutscher Bibliothekare im Haupt und Nebenamt bei Fürsten, Staaten und Städten (= Zentralblatt für Bibliothekswesen Beiheft 55). Harrassowitz, Leipzig 1925 (Nachdruck: Kraus Reprint, Nendeln/Liechtenstein 1968).
- Seligenstadt und Einhard. In: Volk und Scholle, Jg. 3, 1925, H. 8, S. 234–238.
- Darmstadt. In: Volk und Scholle, Jg. 5, 1927, H. 5, S. 129–134.
- Durch das schöne Hessen. In: Volk und Scholle, Jg. 7, 1929, H. 10, S. 308–312.